# 山口祥行
山口 祥行（やまぐち よしゆき、1971年8月6日 - ）は、日本の俳優、声優、ファッションモデル、ブランドデザイナー。
東京都出身。トライストーン・エンタテイメント所属。

## 人物・来歴

### 人物
ジャパンアクションクラブ（JAC）（現在のJAE=ジャパンアクションエンタープライズ）出身。JACでは当初スタントコース志望だったため、吹き替えなしのアクション・殺陣・スタントが行える。
映画『新 影の軍団』シリーズでは主要キャストとして全作に出演。バック転・宙返りなどを駆使した殺陣を行っている。
テレビ番組『たけしの“これがホントのニッポン芸能史”』では『日本統一』撮影現場においても主演である山口自らエキストラとしてスタントを行っている姿が見られた。
トライストーン・エンタテイメントに移籍後、2014〜15年の期間にトライストーン・アクティングラボにて特別講師をつとめたこともある。
『仮面ライダーカブト』（テレビ朝日）終盤では、短期間ながら、同じくJACに在籍していた坂口拓と戦闘シーンを演じた。同作の出演をマネージャーから打診された山口は「任侠系の作品に多く出演している自分が出るべきではない」と考え、一度は断るも竹内力の一言により出演を承諾した。
日本語と韓国語、英語で会話できるトライリンガルであり、『ブラックフェイス』や『駐在刑事SP2023』、『公安警察捜査官』等の作中ではそれらの言語を流暢に使いこなす様を見ることができる。
テレビアニメ『レジェンズ 甦る竜王伝説』（フジテレビ）出演以降、声優としても活動。
2021年10月からファッションブランドBack Channelや1PIU1UGUALE3 RELAX、『日本統一』公式ショップにてモデルも務めている。
また、2022年からは『日本統一』のグッズやTシャツのデザインも手掛けている。元々2021年頃から内々で関係者専用Tシャツをデザイン・製作していたが、2022年6月から一般販売も行うことになった。ただし、一般販売用と関係者用とでは細部の意匠が異なっている。
ヤクザ映画ではチンピラ役から親分役までこなす。『日本統一』にてダブル主演を務める本宮泰風とは高校時代からの親友であり、自他ともに認めるバディとして数多くの作品で共演している。
山口祥行と中野英雄、的場浩司、本宮泰風の4人で「ネオVシネ四天王」と呼ばれている。
初めての撮影は映画『クレージーボーイズ』で小沢仁志と戦うという役だった。山口は中学時代に『ビー・バップ・ハイスクール』を見ており、地元の友人に「今日ヘビ次に会うぜ」と言って撮影に行った。現場では殺陣師のプランを全く無視した仁志の立ち回りに山口は苦労した。帰郷後、友人らに「ヘビ次、どうだった？」と聞かれ、「すげぇこえーよ！」と報告したという。
20代から30代まで長い下積み生活を送り、建築現場などでアルバイトをしていた。玉掛け免許、アーク溶接、高所作業車運転免許、コンクリート圧送施工技士などの免許を取得し、六本木ヒルズ、東京ディズニーランド、ディズニーシー、銀座のエルメスのビルなどの基礎工事に従事した。
ニューヨークでの語学留学費用を自身の車を売って賄ったが、不足分を当時の所属事務所であるスカイコーポレーションに工面してもらった。この借金を働いて返した後、リキ・プロジェクトに移籍。移籍前の事務所に竹内力も所属していた。
小沢仁志が監督兼投手を務める草野球チームのメンバーである。主将は本宮泰風で、寺島進らもメンバー。山口はDH。
ダンベル（オス）、エル（オス）、スミス（オス）と名付けた3匹の犬を飼っている愛犬家である。

### デビューから現在まで
1983年（12歳）『宇宙刑事ギャバン』を観て深く感銘を受け、「キャラクターの中に入る人になりたい」と母に相談。「JACに入ればいいんだよ」と教えられる。
翌1984年（13歳）JAC養成所へ入所。養成所オーディションで合格、その審査員に千葉真一がいた。山口は千葉真一、真田広之、志穂美悦子を知らなかった。大葉健二を見かけて「ギャバンだ！」って言っていた。
1986年5月（14歳）JACのオーディションに合格、15期生となる。当初はスタントコースを志望していたが人数が多かったことや、たまたま応募したオーディションに合格したこともあり、“顔出し”のほう（役者コース）へ進むことを決意。
1986年8月31日（15歳）『十五少年漂流記〜忘れられない夏休み』にてテレビドラマデビュー。

デビュー作にして主演をつとめるも、1シーンでNGを6､7回出してしまうこともあった。山口自身、当時のことを「わけがわからないうちに終わってしまった」と語っている。
1988年10月29日（17歳）『クレージーボーイズ』にて映画デビュー。
1990年（19歳）当時所属していたスカイコーポレーション社長の一言により一念発起、ニューヨークにて一年の語学留学を行う。

しかし現地で遊びすぎたために数ヶ月で資金を使い果たし、芝刈りのアルバイトや帰国子女向けスクールで講師をするなどして生活費を稼いでいた。
1998年（27歳）RIKIプロジェクトへ移籍。
2013年（41歳）6月24日発行の『SOUL Japan 2013年8月号』（大洋図書）にて初めてファッションモデルをつとめる。
2013年8月25日（42歳）『日本統一』発売。
2014年（43歳）RIKIプロジェクトからトライストーン・エンタテイメントに移籍。
2017年3月18日（45歳）第5回ジャパンアクションアワードにてベストアクション男優・最優秀賞を受賞（『覇王 凶血の系譜Ⅰ』）。
2021年3月25日（49歳）『日本統一 50』発売。
2022年10月（51歳）『日本統一』シリーズ初の地上波連続ドラマ「北海道編」が北海道文化放送にて放送開始。

2023年1月よりBSフジ、TOKYO MXでも放送された。
2023年4月13日（51歳）『日本統一』シリーズ初の首都圏地上波連続ドラマ「関東編」が日本テレビにて放送開始。

## 出演

### 映画
- クレイジーボーイズ（1988年） - 畑中新（キレタ君）
- 華の乱（1988年）
- リメインズ 美しき勇者たち（1990年）
- のぞみウィッチィズ（1990年） - 井出
- 真夏の地球（1991年） - 高山鉄男
- 夜がまた来る（1994年） - 春日
- GONIN（1995年）
- GONIN2（1996年） - マスオ
- なにわ忠臣蔵（1997年） - 平野
- 狼たちの復讐 THE REVENGE OF THE WOLVES（1998年） - 伸男
- チャカ THE LONELY HITMAN 1（1998年） - 真野
- 難波金融伝・ミナミの帝王 10 堕ちる女（1998年）
- 黒の天使 Vol.1（1998年） - ジル
- 黒の天使 Vol.2（1999年） - 杉田勝
- 制覇（1999年） - 都城恵地
- 鉄 〜平成侠客伝〜（1999年） - 金魚
- 大阪極道戦争外伝 シャブ極道〜暴発篇〜（1999年） - 大島
- 皆殺しの天使 赤い弾丸
- ごろつき稼業 仕事人サブ（2000年6月9日） - 持田徹
- 現金狩り最終出口（1999年）
- DEAD OR ALIVE 犯罪者（1999年、大映） - 星山仁
- DEAD OR ALIVE 2 逃亡者（2000年、大映） - 馬波二郎（真・ニュー愛No.7）
- 極道血風録 無頼の紋章（2000年） - イマムラジロウ
- strain ストレイン 1（2001年） - ルッコ
- 岸和田少年愚連隊 カオルちゃん最強伝説 シリーズ（2001年 - 2007年） - イサミ
  - カオルちゃん最強伝説 EPISODE1（2001年）
  - カオルちゃん最強伝説 EPISODE2 ロシアより愛をこめて（2001年）
  - カオルちゃん最強伝説 番長足球（2003年）
  - カオルちゃん最強伝説 妖怪地獄（2003年）
  - カオルちゃん最強伝説 マレーの虎（2005年）
  - カオルちゃん最強伝説 女番哀歌（2007年）
  - カオルちゃん最強伝説 中華街のロミオとジュリエット（2007年）
- RUSH!（2001年） - キム
- 援助交際撲滅運動（2001年） - リョウキ
- 実録・安藤組外伝 地獄道（2001年、監修：安藤昇） - 不動寺組下条興業 真庭司の子分
- 今昔伝奇 座敷童百物語 100Tales（2002年） - 与平
- 莟みし花 〜本郷村善九郎と大原騒動〜
- 荒ぶる魂たち（2002年） - 大友（横溝一家・舎弟）
- モウ翔ブ夢ハ見ナイ（2002年） - 城戸篤志
- 新・仁義の墓場（2002年） - 橋田茂（石松の舎弟）
- 実録 安藤昇侠道(アウトロー)伝 烈火（2002年）- 田端五郎（須藤の舎弟）
- 飼育の部屋（2002年）- 山田
  - 飼育の部屋 連鎖する種（2004年）- 山本
- 許されざる者（2003年） - 溝田
- 新 影の軍団 シリーズ（2003年・2005年） - 疾風（はやて）
  - 新 影の軍団 伊賀vs甲賀vs風魔（2003年）
  - 新 影の軍団II（2003年） ※OV
  - 新 影の軍団III 地雷火（2003年）
  - 新 影の軍団IV 地雷火（2003年） ※OV
  - 新 影の軍団V（2005年）
  - 新 影の軍団 最終章（2005年）
- 行動隊長伝 血盟（2003年）  - 椋野（むくの）
- 新・日本の首領 シリーズ（2004年 - 2005年） - 辰野会直参古田組組長 古田雄介
  - 新・日本の首領 波涛篇
  - 新・日本の首領2 非情篇
  - 新・日本の首領3 激闘篇
  - 新・日本の首領4 軋轢 ※OV
  - 新・日本の首領5 策略 ※OV
  - 新・日本の首領6 崩壊 ※OV
- 疾風 HAYATE BASEMENT FIGHT（2004年）- 劉
- 花と蛇（2004年）
  - 花と蛇2（2005年）
- IZO（2004年） - 雑兵一
- 猿飛佐助 闇の軍団 天の巻（2004年） - 鐵丸
- 炎と氷 全2作（2004年） - 加藤
- 幻覚（2005年） - 主演・タツヤ
- 魁!!クロマティ高校 THE★MOVIE（2005年）
- 捨て犬 組織VS潜入捜査官（2005年）
- 仮面ライダーシリーズ
  - 劇場版 仮面ライダーカブト GOD SPEED LOVE（2006年、東映） - 田所修一
  - 劇場版 仮面ライダー電王 俺、誕生!（2007年、東映） - 才蔵 ※友情出演
- スキヤキ・ウエスタン ジャンゴ（2007年）
- ミナミの帝王 ヤング編 金貸し 萬田銀次郎（2007年）
- ICHI（2008年10月25日）
- COOL GIRLS（2008年）
- 僕の彼女はサイボーグ（2008年）
- 斬-KILL-（2008年） - クモタニ
- 激情版 エリートヤンキー三郎（2009年）
- クローズZEROII（2009年、東宝） - 美藤真喜雄（鳳仙学園生徒）
- TAJOMARU（2009年） - 鉄（盗賊）
- シュアリー・サムデイ（2010年） - 五味
- 忍たま乱太郎（2011年） - ドクササコ忍者隊の凄腕忍者の部下
- 報復への道（2012年） - 久松組系荒居組組員 オオタ
- アラグレ（2013年）
- 荒ぶる侠（2013年） - 劉建民（元大山一家若頭補佐　現中華料理屋店長）
- BUSHIDOMAN ブシドーマン（2013年） - 源斎（虎丸の師匠）
- 藁の楯（2013年） - 暴漢
- 二代目はニューハーフ（2013年） - 巽一家幹部 マコト
- ダイヤモンド（オールインエンタテインメント、2013年8月3日公開）[17] - 藤波組組員 松下
- 赤×ピンク（2014年） - ガールズブラッド社長
- ルパン三世（2014年） - ジロー
- ガキ☆ロック（2014年） - 河野組組員 蛭田
- TOKYO TRIBE（2014年） - ニシダ
- 戦極 Bloody Agent（2014年） - 飛燕
- 龍三と七人の子分たち（2015年）- 京浜連合組員
- 柳生十兵衛 世直し旅（2015年） - シンパチ（柳生の庄）
- CONFLICT 〜最大の抗争〜 シリーズ（2016年）- 天道会鷲尾組若頭補佐 倉田鉄也（→酒屋→大東亜団）
- 新宿スワンII（2017年） - タチバナ（新宿 紋舞会）
- 無限の住人（2017年） - 八角蔦五
- ブレイブX 極道十勇士（2017年 - 2018年） - 葵会本間組若頭 武藤繁和（幸田真一の異父兄）
  - ブレイブX 極道十勇士 第二章（2018年） ※OV
  - ブレイブX 極道十勇士 第三章（2018年） ※OV
- アウトレイジ 最終章（2017年） - 張グループ若衆
- トマトのしずく（2017年） - 山下
- 東京ドラゴン飯店（2020年8月1日[18]） - 主演・龍飯店 辰（元・極道）
- 罪の声（2020年10月30日） - 青木龍一
- 劇場版 山崎一門〜日本統一〜（2022年9月23日） - 三代目侠和会本部長 三代目川谷組組長 田村悠人
- BAD CITY（2023年1月20日） - 金数義（韓国マフィア）
- 氷室蓮司（2024年4月12日公開）[19] - 三代目侠和会本部長 三代目川谷組組長 田村悠人
- 鬼平犯科帳 血闘（2024年5月10日） - 桑原又二郎
- 静かなるドン（ライツキューブ） - Mr.J[20]
  - 静かなるドン2 前編（2024年9月13日）[20]
  - 静かなるドン2 後編（2024年9月27日）[20]
- ぴっぱらん!!（2024年11月1日） - 主演・百鬼峻[21]
- ゴーストキラー（2025年4月11日） - 猪俣
- 田村悠人 ISOLATED（2025年6月6日） - 主演・田村悠人[22]
- 法廷の死神 第1章（2025年8月15日）[23]

### オリジナルビデオ
- ハートブレイクは昨日まで（1991年） - 主演・来生達哉
- 月下の蘭（1991年）
- 新・パチンコ物語 （秘）デジパチ攻略法（1993年） - ケン
- サーキットの狼 II モデナの剣 全2作（1994年）
- 湘南純愛組! 全5作（1994年 - 1997年） - 主演・弾間龍二
- 平成ハレンチ学園（1994年） - 主演・山岸八十八
- パチンコ無宿1（1994年）
- 企業舎弟（1994年）    ‐マサト
- 仁義 シリーズ 全56作（1994年 - 2009年・2012年） - クモ助（クモイ・ケイスケ）※レギュラー
- 平成残侠伝 シリーズ 1・2・6（1996年 - 1999年）
  - 平成残侠伝 ぶった斬れ!（1996年）
  - 平成残侠伝2 外道は殺れ（1997年）
  - 平成残侠伝6 血闘（1999年）
- ビー・バップ・ハイスクール5 舎弟番長デビュー篇（1996年） - 平田リュウゾウ
- 喧嘩ラーメン（1996年）
- 獣の領分 全2作（1997年）
  - 獣の領分（1997年） - ヒロキ
  - 獣の領分 2（1997年） - 小森シュンイチ
- 報復（1998年） - 大久保
- 裏警察BOX［私書箱］39 シリーズ 2・3（1998年） - 野島亮
  - 裏警察BOX［私書箱］39 FILE.2危険な主婦たち（1998年）
  - 裏警察BOX［私書箱］39 FILE.3裏ビデオの女（1998年）
- 喧嘩組（1998年・1999年） - アキオ
  - 血染めの代紋 喧嘩組（1998年）
  - 香港黒社会 喧嘩組（1999年）
- 熱血!二代目商店街（1999年） - 居酒屋増田屋店主 秋葉一郎
  - 熱血!二代目商店街 爆裂編（1999年） - 居酒屋増田屋店主 秋葉一郎
- 岸和田少年愚連隊 超特別篇（2000年） - リイチ
- 傷だらけの仁義（2000年） - 藤堂組菊地組組員 島村健三
- 首領への道 シリーズ 11・15・16（2000年 - 2001年） - 福岡 清流会 須藤健司
- 獅子の血脈（2001年） - 二代目秋葉一家若頭 細野
- 全国制覇テキ屋魂（2001年）
  - 全国制覇テキ屋魂 第二幕 鰯神社と恋吹雪（2002年）
- サラリーマンパチンカー銀太郎 オカルト攻略決戦（2001年） - 主演・沢村銀太郎
  - サラリーマンパチンカー銀太郎2 奇跡の連チャン打法篇（2002年）
- 実録・柳川組 全3作（2002年） - 福岡留夫
- 残侠伝説 覇王道（2002年） - クサカベトオル（料亭の板前）
- 無間地獄 凶悪金融道1・2（2003年） - 菊地
- 新・広島やくざ戦争 武闘派列伝 伝説の広島極道 山上功治の生涯（2003年）- 朝鮮連合
- 昭和博徒伝（2003年）
- 人斬り銀次（2003年）
- 極道恐怖大劇場 牛頭 GOZU（2003年）
- ムラマサ シリーズ 全13作（2004年 - 2007年） - 霧生（柳生宗矩） / 柳生又十郎
- 銭道1（2004年） - 弁護士
- 死刑確定（2004年）  ‐モトミヤ
- 略奪 〜マネークラッシュ〜（2004年） - 主演・スズハラ / アルバトロス
- 実録・関東やくざ戦争2 修羅の代紋（2004年） - 石井まこと（石井組組長石井昇の実子）
- DEATH - 流血地獄 - 全2作（2004年） - 奥村（刑事）
- 修羅の血（2004年） - 鳶 梅沢組 ヒラバヤシ
- 修羅の軍団 シリーズ 全2作（2005年） - 北条一家 イザワマコト
  - 新・修羅の軍団 全2作（2010年）
- 斬人‐KIRIHITO‐（2005年）
- 修羅場の侠たち 伝説の愚連隊・盟朋会（2005年） - ツヨシ
- 危険をかう男2（2006年）
- 新・極道三国志2（2006年）
- 首領がゆく2・3（2006年） - 四代目御堂組 義隆会理事長 宮剛（ヒットマン）
- 侠鬼（2006年）
- 公安警察捜査官（2006年） - 警視庁公安部 矢尻
- 修羅外道〜本家襲撃〜（2006年） - 時定一家門多組組員 カズト（→時定一家オオタワラ組舎弟頭補佐）
- 大阪やくざ戦争 誤爆の代償（2007年） - 山賀組系坂戸組組員 田野倉ヒロキ
- 兄弟 〜ヒョンジェ〜 全2作（2007年） - 貿易商と名乗る男
- 組長射殺〜首領を撃て〜（2007年）
- ヤクザに学ぶカリスマ性（2008年）実例1「超武闘派X親分の人材育成術」 - F組員
- 白竜5 支配者VS独裁者（2008年） - 警察署長 神内一樹
- 新・首領への道 シリーズ 3 - 6（2008年 - 2009年） - スギサキ勇雄
  - 新・首領への道3（2008年） - 元鶴政組組員（大島賢次郎と兄弟分）→二代目鶴政組組長秘書
  - 新・首領への道4（2009年） - 太鶴連合会理事長補佐
  - 新・首領への道5（2009年） - 太鶴会舎弟頭補佐兼会長秘書
- 影の交渉人 ナニワ人情列伝 全3作（2009年 - 2010年） - 小野正義
- 野望への挑戦 全3作（2009年） - 五代目藤堂組大谷組若頭補佐 長谷川昭三
- 標的 TARGET 全2作（2009年） - マサオカ
- 喧嘩の極意3 - 5（2008年 - 2010年）
  - 喧嘩の極意3（2009年） - カミヤマテッシン（暴走族「紅天狗」の頭）
  - 喧嘩の極意4（2009年）※EDのみ出演
  - 喧嘩の極意5（2009年）※EDのみ出演
- 鳳3・4（2009年 - 2010年） - 興津金吾(興津組三代目の長男、博打狂いの金吾)
- ヤクザ大辞典（2009年） - 吉虎組幹部 小倉裕一
- ハイブリッド・バトル（2010年） - 村上透（イタリア料理店 店主）
- 破門（2010年） - 矢島組幹部 ミツル
- ガチバン シリーズ （2010年・2014年）
  - ガチバンMAX（2010年） - ストロベリーさん（苺田宏）
  - ガチバンULTRA MAX（2014年） - 大山彦組組員 ニシグチ
- 首領(ドン)を殺(と)れ（2010年） - 半澤組系組員
- 極道の紋章シリーズ（2011年・2015年）
  - 極道の紋章 第十四章（2011年） - キム
  - 新・極道の紋章 6（2015年）
- 極道 龍二 全2作（2011年） - 大同組組員 狭山竜也
- 修羅の覇道 完結編（2011年） - 関門会理事長 中山義光
- A DAY of one HERO（2011年） - テツオ
- この男たち、凶暴にて。全2作（2011年） - トミー
- 外道坊1（2011年、原作：平松伸二） - 黒田組若頭補佐 真紫タケシ
- 狼たちの掟（2011年） - 磯部会舎弟頭 若頭代行 八巻桂樹（元 梨田組組員）
- 極道鎮魂歌 男たちのレクイエム（2011年） - 主演・海神会構成員 弦巻吾郎
- アンダーグラウンド（2011年） - 金宮一家若頭 坂東成登
- 跡目奪還（2011年） - 神園一家矢車組組員
- アウトローズ（2011年）
- 修羅の挽歌（2012年） - 台村組組員 摂津
- 修羅の掟（2012年） - 吉蝶会 寺門優作
- 伝説になった男たち（2012年） - 横浜鬼金融 山口“KING”俊也
- 彷徨う侠たち（2012年） - 蒼龍会代貸 イワキ
- 新・首領の一族（2012年） - 竜巳組 ヤジマワタル
- 新宿狼(ウルフ)（2012年） - 極嶺会棚橋組組員 高木健一
- 西成の顔(つら)（2012年） - 東尾組勇誠会若衆 清原芳夫
- 獅子の叫び（2012年） - 三代目龍神会組員 シバタ
- 武闘派（2012年） - 鯨井組組員 嵯峨根剛
- 修羅の花道（2012年） - 横浜愚連隊四天王 モロッコの辰 田口辰夫
- 許されざる者（2012年）- 蛭子組系組員 ナガスダイゴ
- バトル•オブ•ヒロミくん！(2012年)　-喫茶店のマスター
- 汚れた紋章（2013年）
- ルーザー 全2作（2013年） - チャーニーズマフィアのボス 劉星馳（リュウ・シンチー）
- 幻想クノイチ忍法帖（2013年） - 伊賀忍者
- ブラックフェイス 全2作（2013年） - 焼肉屋「トンポ」店主 パク・ドンヒョン
- フラワー 全2作（2013年） - ルイース・コバヤシ（メキシコ）
- 新・年少バトルロワイヤル（2013年） - 少年院（監獄島）所長 中野
- 組長強奪計画（2013年） - タケダ興業若頭補佐
- 獅子の復讐（2013年） - 玄誠会若頭補佐 横山
- 血塗れの報復（2013年） - 山神組但馬会組員
- 孤独の仁義（2013年） - 磯谷組組員 カネヒラ
- Scramble スクランブル 抗争の死角（2013年）
- 新・喧嘩高校軍団 義士高vs.民族高（2013年） - ヨンギ（神奈川民族高等学校）
- チンピラ2（2013年） - 主演・海上自衛隊 横須賀警務隊 保安部三課 一等海尉 綾瀬
- 最強極道伝説 極鬼2（2013年） - 三品組 撃田
- 分裂（2013年） - 三河組若中 岩渕組組長 岩渕大
- 暴力列島 全2作（2013年） - 菊池組舎弟 島村健三
- 日本統一 シリーズ（2013年 - ） - 主演・田村悠人
  - 日本統一外伝 川谷雄一（2019年）
  - 日本統一外伝 山崎一門1 - （2020年 - ） - 三代目侠和会本部長 三代目川谷組組長
  - 日本統一外伝 田村悠人 全2作（2021年） - 主演・三代目侠和会本部長 三代目川谷組組長
  - 日本統一外伝 中島組 四国暴力金脈（2024年4月） - 三代目侠和会本部長 三代目川谷組組長
  - 日本統一外伝 山崎組 ジョウジと愉快な仲間たち（2024年6月） - 三代目侠和会本部長 三代目川谷組組長
  - 日本統一外伝 藤代組 雨のオランダ坂（2024年8月） - 三代目侠和会本部長 三代目川谷組組長
  - 日本統一外伝 川谷組 無頼 ～人斬り二郎～（2024年10月） - 三代目侠和会本部長 三代目川谷組組長
- 極道刑務所 全2作（2014年） - 極海島刑務所 刑務官
- 裏麻雀美神列伝 闇打ちのユメ（2014年） - 阿倍野組二代目組長
- 一族の絆（2014年） - 殺し屋
- 表と裏 3 - 6（2015年） - 民衆党衆議院議員　牛尾貴志
- KYOTO BLACK シリーズ（2015年・2019年） - アスカ産業社員 金山圭一
  - KYOTO BLACK 黒のサムライ（2015年）
  - KYOTO BLACK2 黒の純情（2015年）
  - KYOTO BLACK 白い悪魔（2019年）
  - KYOTO BLACK 紅い女（2019年）
- 裏社会の男たち 全6作（2015年） - 総合商社W・R・C理事長梅原の部下 韓
- 極道たちの野望 全2作（2016年） - 花森会幹部 堂島京司
- 覇王 シリーズ（2016年 - 2017年、監督：小沢和義） - 主演・内藤新宿一家舎弟頭補佐 土岐零時
  - 覇王I〜凶血の系譜〜（2016年）
  - 覇王II〜凶血の系譜〜（2016年）
  - 覇王III〜凶血の連鎖〜（2017年）
  - 覇王IV〜凶血の連鎖〜（2017年）
  - 覇王V〜群狼の血脈〜（2017年）
- 極道天下布武 シリーズ（2017年） - 織木組系豊海組若衆 福岡正則
- CONFLICT 〜最大の抗争〜 シリーズ（2018年 - 2019年）- 天道会若頭補佐 倉田組組長 倉田徹也
- 疵と掟 シリーズ（2018年 - ） - 川部暁
  - 疵と掟1（2018年4月） - 安斉組系台村組若頭
  - 疵と掟2（2018年5月） - 安斉組系台村組若頭
  - 疵と掟3（2019年2月）
  - 疵と掟4（2019年3月） - 安斉組若頭
  - 疵と掟5（2019年5月） - 安斉組若頭
- 漆黒の男たち 全2作（2018年） - 竹宮連合山科組若頭 桐生達矢
- ギャングシティ 大阪黙示録 全2作（2018年） - 藤政組 釘咲
- 半端（2018年） - 特別出演
- 大激突 果てなき抗争 全2作（2018年） - 主演・京浜連合森貞組若頭 安田道夫
- 組長への道 餓鬼極道3・4（2019年） - 三東会系鷲津組若頭 ナンバ
- キングダム 〜首領になった男〜 全6作（2019年 - 2020年） - 島津組組員 金森健市
- 日本極道戦争 第七章・第八章（2020年） - 四万十 橋本一家若頭 橋本龍馬
- 権力の階段 〜総理への道〜 シリーズ（2020年） - 衆議院議員谷川雄一秘書 田島悠人

### テレビドラマ
- 十五少年漂流記 忘れられない夏休み（1986年8月31日、TBS） - 主演
- 大河ドラマ（NHK）
  - 独眼竜政宗（1987年） - 亀丸
  - 功名が辻（2006年） - 足利義輝
  - 鎌倉殿の13人 第1回・第2回（2022年1月9日・16日） - 河津祐泰
  - べらぼう ～蔦重栄華乃夢噺～ 第1回・第2回・第13回・第30回（2025年1月5日・12日・3月30日・8月18日） - 磯八
- こんな学園みたことない!（1987年10月 - 1988年3月、読売テレビ） - 竹中良太
- 翼をください（1988年、NHK） - 服部
- はいすくーる落書（1989年、TBS） - 倉田成志
- 名奉行 遠山の金さん（テレビ朝日）
  - 第2シリーズ 第22話「消えた犯人を探せ!助っ人は年上の女」（1989年） - 伊之吉
  - 第4シリーズ 第5話「二度誘拐された娘」（1991年） - 直八
  - 第5シリーズ 第26話「若年寄を救った女」（1993年） - 仙吉
- 月曜ドラマスペシャル（TBS）
  - 自主退学（1990年4月23日） - 川添昭
  - 早乙女千春の添乗報告書5（1997年9月22日）
- 夏色のアルバム（1990年7月 - 8月、TBS） - 風間卓也
- 検事・若浦葉子 第5話「襲われる検事…体罰は教育か暴力か?」（1991年5月11日、日本テレビ）
- 芸者小春の華麗な冒険 第8回（1991年5月30日、テレビ朝日） - 岡崎悟
- 女子高生!キケンなアルバイト（1991年9月10日 - 24日、TBS） - 鈴木博
- 刑事貴族3（日本テレビ）
  - 第10話「若者たち」（1992年7月3日） - ヨーヘイ
  - 第25話「湖の記憶」（1992年12月18日） - 和田貴志
- 鶴姫伝奇 -興亡瀬戸内水軍-（1993年12月28日、日本テレビ） - 越智隼丸
- 七星闘神ガイファード 第13話（1996年7月1日、テレビ東京） - エイジ / ガイボーグGX-9
- はみだし刑事情熱系 PART1 第1話（1996年10月16日、テレビ朝日）
- 竜馬がゆく（1997年、TBS）
- SABU 〜さぶ〜（2002年、名古屋テレビ・テレビ朝日） - 才次
- こちら本池上署 第5シリーズ 第10話（2005年8月15日、TBS） - 戸塚茂
- 仮面ライダーカブト（2006年 - 2007年、テレビ朝日） - 田所修一
- マイ☆ボス マイ☆ヒーロー 第9話（2006年、日本テレビ） - 関東鋭牙会ケーブルテレビキャスター
- キューティーハニー THE LIVE（2007年 - 2008年、テレビ東京） - 弓岡真治
- サラリーマン金太郎 第7話（2008年11月21日、テレビ朝日） - 磯崎慶介
- 陽炎の辻〜居眠り磐音 江戸双紙〜3 第9回、10回（2009年、NHK） - 木幡闇斎
- 相棒 シリーズ（テレビ朝日）
  - 相棒 Season 9 第6話「暴発」（2010年12月1日） - 鎌田健作
  - 相棒 Season 21 第18話「悪役」（2023年2月22日） - 藤枝克也
- 怪速少女  全3話（2012年10月6日 - 10月20日、NHK Eテレ）
- TEAM -警視庁特別犯罪捜査本部- 第1話（2013年4月16日、テレビ朝日） - 坂口優一（東京検察庁特別捜査部検事）
- 刑事のまなざし 第2話（2013年10月14日、TBS） - 相沢翔太
- S -最後の警官-第3話・8話（2014年3月2日、TBS） - 外事の男
- ホワイト・ラボ〜警視庁特別科学捜査班〜 第7話（2014年5月26日、TBS） - 堤誠治（警視庁サイバーテロ対策課捜査官）
- BORDER 警視庁捜査一課殺人犯捜査第4係（2014年4月 - 6月、テレビ朝日） - 開高（「立ち呑み 情」バーテンダー）
  - BORDER 贖罪（2017年10月29日）
- 駐在刑事
  - 駐在刑事　奥多摩渓谷・殺意の夜想曲（2014年4月2日、テレビ東京） - 山崎正司
  - 駐在刑事 Season1（2018年10月19日 - 12月7日） - 輪島義男（警視庁捜査一課 刑事）
  - 駐在刑事 Season2（2020年1月24日 - 3月6日） - 輪島義男（警視庁捜査一課 刑事）
  - 駐在刑事SP2021（2020年5月24日） - 輪島義男（警視庁捜査一課 刑事）
  - 駐在刑事 Season3（2022年1月14日 - 2月25日 ） - 輪島義男（警視庁捜査一課 刑事）
  - 駐在刑事SP2023（2023年9月25日）[24]
- 幼獣マメシバ 望郷篇（2014年7月 - 9月、東名阪ネット6・5いっしょ3ちゃんねるほか） - 桐山仁
- 匿名探偵 第5話（2014年8月8日、テレビ朝日） - 前田健児
- ヒロシマ 復興を支えた市民たち 第1回 鯉昇れ、焦土の空へ あなたは広島カープを知っていますか？（2014年9月26日、NHK総合） - 迫谷（迫谷建具有限会社 代表取締役社長）
- 連続ドラマW 悪貨 第1話（2014年11月23日、WOWOW）
- ウロボロス〜この愛こそ、正義。 第3話・第5話 - 第7話（2015年1月 - 3月、TBS） - 我那覇守（警察庁警備局警備企画課“ゼロ” 警視）
- 水曜ミステリー9 北海道警事件ファイル 警部補 五条聖子3（2015年2月4日、テレビ東京） - 矢沢公一
- 土曜ワイド劇場 再捜査刑事・片岡悠介8（2015年8月8日、テレビ朝日） - 川田明弘
- 科捜研の女 第15シリーズ 第1話（2015年10月15日、テレビ朝日） - 樋口康成
- 悪党たちは千里を走る 第6話（2016年2月24日、TBS）
- バイプレイヤーズ 〜もしも6人の名脇役がシェアハウスで暮らしたら〜 第7話（2017年2月18日、テレビ東京） - 山口祥行（本人）
- CRISIS 公安機動捜査隊特捜班 episode.2（2017年4月18日、カンテレ・フジテレビ系） - 若松
- 闇の法執行人（2017年6月10日、9月2日、全6話、J:COMプレミアチャンネル） - 刑事・風間拳二郎（元マル暴）
- 奥様は、取り扱い注意 第1話（2017年10月4日、日本テレビ） - 中国のボス
- 逃亡花 第8話 - 第12話（2018年6月 - 7月、BSジャパン） - 十五図あきら
- 天 天和通りの快男児 第1話・第2話（2018年10月4日・11日、テレビ東京） - 沢田
- ゾンビが来たから人生見つめ直した件（2019年1月19日 - 3月9日、NHK総合） - 広野正一
- 木曜ミステリースペシャル ドクター彦次郎 第4話（2019年7月4日、テレビ朝日） - 高梨英一郎
- べしゃり暮らし 第3話、第6話 - 最終話（2019年8月10日、8月31日 - 9月14日、テレビ朝日） - 本家爆笑王
- 未満警察 ミッドナイトランナー 第6話・第7話（2020年8月1日・8日、日本テレビ） - 弓倉管理官
- 24 JAPAN 第20話（2021年2月26日、テレビ朝日） - 軍司聡介
- やっぱりおしい刑事 第5話（2021年4月4日、NHK BSプレミアム） - 松江辰彦
- ただ離婚してないだけ 第3話・第5話 - 最終話（第12話）（2021年7月 - 9月、テレビ東京） - 藪浩二[25]
- 大富豪同心2 第7話 - 第9話（最終話）（2021年7月9日 - 7月23日、NHK BSプレミアム） - 猿喰六郎右衛門
- 風の向こうへ駆け抜けろ 前・後編（2021年12月18日 - 25日、NHK総合） - 調教師会会長 藤村
- しろめし修行僧 第1話（2022年4月9日、テレビ東京） - 黒崎勇
- 特捜9 season5 第2話（2022年4月13日、テレビ朝日） - 松田省吾
- TOKYO VICE（WOWOW、HBO Max） - 成瀬
  - シーズン1 第6話（2022年5月29日）
  - シーズン2 第4話・第7話（2024年4月27日、5月18日）
- ナンバMG5 第8話（2022年6月8日、フジテレビ） - 安藤喜一
- ユニコーンに乗って 第1話（2022年7月5日、TBS） - 高輪栄治
- 雨に消えた向日葵 第5話（2022年8月21日、WOWOW） - 矢代剛
- ファーストペンギン!（2022年10月5日 - 12月7日、日本テレビ） - 中川忠次（チュウさん）
- 日本統一 北海道編 全10話（2022年10月10日 - 12月12日、U-NEXT・北海道文化放送） - 主演・三代目侠和会本部長 三代目川谷組組長 田村悠人 ※U-NEXT先行ノーカット完全版配信
  - 日本統一 関東編（2023年4月14日 - 6月16日、hulu・日本テレビ）[26] ※U-NEXT全話独占先行配信（2025年6月11日）
  - 日本統一 東京編（2025年7月3日 - 、U-NEXT・テレビ東京）[27] ※huluノーカット完全版配信
- Dr.チョコレート 第2話・第3話・第8話（2023年4月29日・5月6日・6月10日、日本テレビ） - 百瀬組若頭 長谷川豪
- 闇バイト家族 第2話 - 第9話（2024年1月13日 - 3月2日、テレビ東京） - 七王子警察署 刑事 本郷和哉[28]
- 花咲舞が黙ってない 第3シリーズ 第3話（2024年4月27日、日本テレビ） - 佐藤完爾[29]
- ベイビーわるきゅーれ エブリデイ! 第11話（2024年11月20日、テレビ東京） - 常岡修治
- ハスリンボーイ 第7話・第8話（最終話）（2024年12月13日・20日、WOWOW）- 牛頭組組長 加茂[30]
- 看守の流儀（2025年6月21日、テレビ朝日） - 瀬山竜[31]
- 晩酌の流儀4 〜夏編〜 第7話（2025年8月9日、テレビ東京） - 鮮魚店の客

### 配信ドラマ
- ジョーのかけおち（2009年、第一興商） - 主演・ジョー

※CYBER DAMでのみ視聴できるドラマ
- テラフォーマーズ/新たなる希望（2016年4月24日 - 、dTV） - 平田智之
- すじぼり 第9話・第10話（2019年6月21日 - 、U-NEXT） - 田村悠人 ※『日本統一』シリーズとのコラボ
- TOKYOドラゴン飯店 負けるな!!琉球占い師リオちゃん! 第4

話（2020年8月31日、Amazonプライムビデオ、FODほか、ライツキューブ製作） - ラーメン龍飯店料理長・辰
- やまざきいちもん〜日本統一〜 全16回（2023年4月28日 - 、楽天TV） - 三代目侠和会本部長 三代目川谷組組長 田村悠人
  - やまざきいちもん〜日本統一〜第1話・第2話先行オンライン試写会＆質疑応答会（2023年4月21日、楽天TV）

### 舞台
- 第Ⅴ回JAC公演 ロミオとジュリエット（1986年9月、サンシャイン劇場） - パリス伯爵の小姓
- 東京倶楽部 第七回公演 Blue Bottle -蒼蠅-（2007年10月6日-14日、新木場1stRING） - 三島勝利

### イベント、舞台挨拶等
- 『新・影の軍団 序章』舞台挨拶（2003年3月22日、テアトル池袋）
- 『新・影の軍団 第三章〜地雷火〜』舞台挨拶（2003年9月21日）
- WARU 下剋上（2012年7月7日） - ゲスト
- 『二代目はニューハーフ』初日上映＆舞台挨拶（2013年5月25日、シネマート新宿）
- 『ブラック・スキャンダル』公開記念トークイベント（2016年1月21日、ワーナー・ブラザース試写室）
- 映画『覇王3 4-凶血の連鎖-』舞台挨拶（2017年3月4日-5日、池袋シネマ・ロサ）
- Amazon presents『日本統一DVDBOX Ⅰ』限定イベント（2018年7月6日）
- 実話ナックルズpresents『日本統一』ファンミーティングイベント（2018年10月27日、LOFT/PLUS ONE）
- 『KYOTO BLACK 白い悪魔』舞台挨拶（2019年9月27日-28日、京都みなみ会館）
  - 18:00上映回
  - 20:10上映回
- 『川谷雄一～日本統一外伝～』予約購入者限定配信記念イベント（2019年10月25日、渋谷WOMB）
- 『KYOTO BLACK 赤い女』舞台挨拶（2019年11月16日-17日、京都みなみ会館）
  - 15:00上映回
  - 17:30上映回
- 映画『劇場版山崎一門〜日本統一〜』完成披露上映会（2022年9月15日、新宿バルト9）
- 『劇場版 山崎一門～日本統一～』全国行脚舞台挨拶（2022年9月23日 - 10月30日）
  - 9月23日15:00上映回（札幌シネマフロンティア）
  - 10月30日11:00・13:45上映回（新宿バルト9）
- RIZIN.40（2022年12月31日、さいたまスーパーアリーナ） - ゲスト
- 映画『BAD CITY』完成披露上映会（2023年1月10日、新宿ピカデリー）
- 映画『BAD CITY』初日舞台挨拶（2023年1月20日、新宿ピカデリー）
- RGG SUMMIT SUMMER 2023 / 龍が如くスタジオ新作発表会（2023年6月16日）
- 映画『氷室蓮司』日本統一 公式ビジュアルブック発売記念スペシャルトークイベント（2024年3月9日、芳林堂書店 高田馬場店）
- 映画『氷室蓮司』完成披露舞台挨拶（2024年4月2日、新宿バルト9）
- 映画『氷室蓮司』舞台挨拶（2024年4月13日 - 27日・6月29日）
  - 4月13日11:00・14:10上映回（新宿バルト9）
  - 4月13日18:00上映回（ヒューマントラストシネマ渋谷）
  - 4月14日13:00・16:10上映回（横浜ブルク13）
  - 4月20日9:00・12:10上映回（ミッドランドスクエアシネマ）
  - 4月20日13:00上映回（T・ジョイ京都）
  - 4月20日15:50・19:00上映回（T・ジョイ梅田）
  - 4月27日11:00上映回（T・ジョイリバーウォーク北九州）
  - 4月27日13:50・17:00上映回（T・ジョイ博多）
  - 6月29日16:00・19:10上映回（シネマート新宿）
- Tristone Fan Fes 2025 ～UNDOKAI～（2025年3月15日、さいたまスーパーアリーナ） - TEAM GREEN

### テレビバラエティ
- ドキド欽ちゃんスピリッツ （1986年10月20日 - 1987年3月24日、TBS）- 高橋英樹と小堺一機のコーナーで中学生役。コーナーの最後で一言トークをする
- 有吉反省会（2015年10月31日、日本テレビ）
- たけしの“これがホントのニッポン芸能史” テーマ「悪役」（2018年7月14日、NHK BSプレミアム）
- いっとこ！（2022年10月15日、北海道文化放送）
- デマ投稿を許さない 17話（2022年12月28日、ABEMA SPECIAL）
  - 【本宮泰風&山口祥行】『日本統一』の裏話&芸能界最強の男
  - 【プレミアム限定】本宮泰風&山口祥行：出入り禁止の現場＆アイドル売りの真相
- 日曜邦画劇場（2023年1月29日、日本映画専門チャンネル）
- The Gift（2023年5月29日、日本テレビ）
  - “５月２９日放送のゲストは、現在放送中のドラマ「日本統一 関東編」に出演中、俳優・山口祥行さんです”.   The Gift ギフト【日本テレビ公式】 (2023年5月29日). 2023年6月2日閲覧。
- 哀川翔のオトナ倶楽部 #25（2024年6月2日、スポーツライブ+）
  - “MOVIE #96”.   哀川翔のオトナ倶楽部公式サイト (2024年6月3日). 2024年6月19日閲覧。
  - “BONUS PHOTO #35”.   哀川翔のオトナ倶楽部公式サイト (2024年6月3日). 2024年6月19日閲覧。
- 哀川翔のオトナ倶楽部 #27（2025年3月2日、スポーツライブ+）
- いぬじかん #29・#30（2024年12月10日・17日、BS-TBS）- 飼い犬ダンベル、スミス、エルと出演
- 50ボイス べらぼう〜蔦重栄華乃夢噺〜「あなたのべらぼうは?」（2025年1月1日、NHK）
- イモヅル式に学ぼう!NHKラーニング「まなぼう」江戸を学べるプレイリスト（2025年2月15日、NHK Eテレ）
  - “【まなびノート】「まなぼう」に中村隼人さん・山口祥行さん・岩男海史さんが登場！”.   NHK Eテレ (2025年2月14日). 2025年2月17日閲覧。

### CM
- ユーポス 竹内力編 全2回（1999年）
- グリコ 大人グリコ アーモンドピーク（2011年）※声のみ
  - 「東北に行こう」篇
  - 「訳あり三人組」篇
  - 「なんでもない風景」篇
  - 「これからの幸せ」篇
- ビズリーチ（2021年）
  - 「あの会社が／企業」篇
  - 「あの会社が／会員」篇
- 龍が如く7外伝 名を消した男 韓国版CM（2023年）※声のみ・韓国語ナレーション

### テレビアニメ
- レジェンズ 甦る竜王伝説（2004年） - 極道A、グリードー
- 蟲師（2006年） - 淡幽の父
- TOKYO TRIBE2（2006年） - チカチーロ[34]
- おねがいマイメロディ 〜くるくるシャッフル!〜 第38話（2006年） - オオカミくん
- アイシールド21（2007年） - 山伏権太夫
- おじゃる丸（2008年） - ジョニー
- モーレツ宇宙海賊（2012年） - スリーJ
- 神様はじめました（2012年 - 2015年） - もののけA、妖怪A（2シリーズ）
- 毎度!浦安鉄筋家族（2014年） - 花園垣、花園勇花
- 名探偵コナン 犯人の犯沢さん 第5話・6話（2022年） - 怖い人（第5話）、犯沢さんのじぃちゃん（第6話）
- 僕とロボコ 第6話（2023年） - マカロン

### OVA
- デトロイト・メタル・シティ（2008年） - クラウザーたんの父

### MV
- 吉川晃司「The Gundogs」（2002年）
- AQUARIUS「オボレタ街 Pt.1」（2003年）
- THE冠「エビバディ 炎」（2005年）
- NEO JAPONISM「Buster Buster」（2021年） - 山神組組長

### ゲーム
- 龍が如く7外伝 名を消した男（2023年11月9日発売、PlayStation 5 PlayStation 4 Xbox Series X/S Xbox One Steam Windows） - 鶴野裕樹

### 楽曲参加
- 「DANCING BANANA!!」（安川午朗『黒の天使 vol.1』1998年 VAP・VPCD-81245）
- 「Brave Roses」
- 「G・W・ニコルのテーマ」（ともに『レジェンズ キャラクターソングシリーズ 4』2004年 Index Music Corp・NECM-12087）
- THE MAD CAPSULE MARKETS『CiSTm K0nFLiqT...』2004年 ビクター/SPEEDSTAR RECORDS - コーラス
- 「レジェンズクラブ応援歌」（『レジェンズ スピリチャルベストソングス』2005年 T.Y.Entertainment・NECA-30132）
- 「マチキレナイヒトタチ pt.1」（DELI『TIME 4 SOME ACTION』2005年 AVEX ENTERTAINMENT・CTCR-14438/B）
- 「マチキレナイヒトタチ pt.2」
- 「マチキレナイヒトタチ pt.3」（ともに DELI『24』2005年 cutting edge・CTCR-14446）
- 「百鬼三兄弟」（崔哲浩(福士誠治 山口祥行)『ぴっぱらん!』2024年XMEM-Record）

### ラジオドラマ
- FMシアター 『手をハナシテ、ツカマエテ』（2023年11月18日、NHK-FM）[35] - 嶋信之（しまやん）

### ラジオ・webラジオ番組
- 小栗旬のオールナイトニッポン（2009年9月9日、ニッポン放送）
- 小沢和義のファンファンナイト（2021年3月24日、MID-FM）
- 冨家規政。ノリ坊ちゃんねる！（2022年1月14日、鳥越アズーリFM）
- 日本統一 赤坂TBSラジオ編（2022年1月23日、TBSラジオ）[36]
- TOKYO SPEAKEASY（2022年9月8日、TOKYO FM）[37]
- 白岳しろ 坂ノ上茜のぎゃんっ！ラジオ（2024年10月、ADee）
  - Vol.159「俳優 山口祥行さんの”カワイイ”を坂ノ上茜がぐいっと引き出します・・・」（2024年10月17日[38]）
  - Vol.160「山口祥行さんが語る「死ぬかもしれない」と思ったアクション撮影とは・・・」（2024年10月24日[39]）

### YouTube
- 中野英雄ちゃんねる（@user-qc7yb2ex9q）
  - 【緊急告知】中野英雄のYouTuBAR 始まります（2020年12月24日）
  - 【対談拒絶!?】山口祥行にいきなり噛みつかれたが、さらりとここだけの話を聞かせてくれた。（2021年1月8日）
  - 【質問コーナー】本宮泰風の私生活のことから日本統一での狙いまで何でも答えてくれた‼ （2021年1月14日）
  - 【経験談】「俺、本気で顔面殴りにいったんですよ。」お互いの好きなところを聞いてたら、あまりの逸話に衝撃を受けてしまった。（2021年1月21日）
  - 【神回】監督業引退を考えてた！？日本統一シリーズを監督するようになった理由がイイ話過ぎた・・・ （2021年1月28日）
  - 【自主規制】撮影中に起きる真相に迫る【タブー】（2021年2月4日）
  - 小沢和義と山口祥行に「日本統一外伝　田村悠人」の魅力について語ってもらいました。（2021年3月25日）

- 笑う小沢と怒れる仁志 / 小沢仁志（@ozawa_hitoshi）
  - 【本宮泰風・山口祥行初登場！】桃鉄対決で日本統一！【小沢仁志・小沢和義】（2022年2月3日）
  - 山口祥行「兄ィ、ちょせえなあ！」本宮泰風「金じゃねえんですよ…」小沢和義「ぶっとび買いすぎだろ！」小沢仁志「お前らこの野郎！」【桃鉄日本統一対決！】（2022年2月5日）
  - 【山口祥行】「怒り」を抑える方法は?【小沢仁志】（2022年2月16日）
  - 【豪華ゲストに生電話】GACKTが激怒「小沢仁志が酷すぎた！」アノ夜の出来事…【小沢サンタのクリスマス】（2022年12月5日） - 声のみ
  - 【町中華】遂に登場！山口祥行がぶっちゃける『日本統一』飲み会＆メンバー秘話と「危ない趣味」の真相（2023年10月14日）
  - 【決死の撮影体験】カメラを飛び越え、ビルに激突！？「一番ヤバいアクション」とは？【ゲスト：山口祥行】（2023年10月18日）
  - 【ご報告】ついに、あれが始動します！（2023年11月8日）

- 小沢和義の和チャンネル（@user-qs4pw6lc6g）
  - 山口祥行と犬カフェを満喫！強面俳優のデレデレの姿ご覧ください！（2023年10月7日）
  - 飲んべぇの嗜み　 山口祥行と覇王のロケ地のお店で爆笑トーク（2023年10月18日）

- リップチャンネル - RIP SLYME Official YouTube（@ripslyme_official）
  - 【感謝】芸能人にDMしてたら神対応の連続だった！（2023年7月21日）
  - 【俳優・山口祥行】RIP SLYMEを誕生させてくれた大恩人と初対談した結果、盛り上がりすぎた！（2023年8月18日）
  - 【修羅場】俳優・山口祥行の武勇伝が異次元すぎたwww（2023年8月25日）
  - 【俳優・山口祥行】まるで獣！小沢仁志のエピソードが恐すぎた…（2023年9月8日）

- 龍が如くスタジオ公式（@Ryugagotoku_official）
  - RGG SUMMIT SUMMER 2023 ／ 龍が如くスタジオ新作発表会（2023年6月16日）
  - 『龍が如く７外伝』山口祥行（鶴野裕樹 役）インタビュー映像（2023年7月12日）
  - 【メイキング】RGG SUMMIT SUMMER 2023【完全版】（2023年8月10日）
  - 【龍スタTV#31】『龍が如く７外伝』出演者Wゲスト 解禁！ウラバナシ（2024年6月3日）

## ファッションモデル

### Backchannel
- “BackChannel Outfit Collection (山口 祥行)”.   Back Channel (2019年4月30日). 2022年12月19日閲覧。
- Back Channel 2021 FALL & WINTER Collection
  - “俳優・山口祥行が着る、バックチャンネルとプリルマルの最新コラボ。色気ダダ漏れのルックも注目です。”.   HOUYHNHNM.jp (2021年10月15日). 2022年12月19日閲覧。
  - “バックチャンネルが魅せる、3スタイルのセットアップ。ルックには俳優の山口祥行を起用。”.   HOUYHNHNM.jp (2021年10月21日). 2022年12月19日閲覧。
  - “Back Channell × Prillmal STRAINS PULLOVER PARKA（1）”.   Backchannel_official (2021年10月25日). 2022年12月19日閲覧。
  - “Back Channel × Prillmal × ROCCOS CREW SWEAT”.   Backchannel_official (2021年11月1日). 2022年12月19日閲覧。
  - “Back Channel × Prillmal SHIRT JACKET（1）”.   Backchannel_official (2021年11月10日). 2022年12月19日閲覧。
  - “Back Channel × Prillmal SHIRT JACKET（2）”.   Backchannel_official (2021年11月16日). 2022年12月19日閲覧。
  - “DRY TRACK JACKET”.   Backchannel_official (2021年11月18日). 2022年12月19日閲覧。
  - “Back Channell × Prillmal STRAINS PULLOVER PARKA（2）”.   Backchannel_official (2021年11月25日). 2022年12月19日閲覧。
  - “Back Channel × Prillmal SHIRT JACKET（3）”.   Backchannel_official (2021年12月15日). 2022年12月19日閲覧。
  - “FLEECE SET UP”.   Backchannel_official (2021年12月22日). 2022年12月19日閲覧。※製品名不明
  - “FULL ZIP PARKA & SWEAT PANTS”.   Backchannel_official (2021年12月26日). 2022年12月19日閲覧。
  - “HOUYHNHNM”.   Backchannel_official (2021年12月31日). 2022年12月19日閲覧。
  - “Back Channel × Prillmal SHIRT JACKET（4）”.   Backchannel_official (2022年1月5日). 2022年12月19日閲覧。
- “Ourfit”.   Backchannel_official (2022年9月11日). 2022年12月19日閲覧。
- “"PHOTO GIRL T"”.   Backchannel_official (2022年12月25日). 2022年12月25日閲覧。
- Back Channel BWB LIMITED
  - “「COMING SOON...」BWB LIMITED”.   backwoodsborough (2022年12月30日). 2022年12月31日閲覧。
  - “"STADIUM JACKET(BWB LIMITED)"”.   Backchannel_official (2023年1月3日). 2023年1月3日閲覧。
- “BackChannel Outfit Collection (山口 祥行)”.   Backchannel_official (2023年1月16日). 2023年1月21日閲覧。
- “"OLD-E CREW SWEAT"”.   Backchannel_official (2023年2月14日). 2023年2月15日閲覧。
- “春先に着たい、バックチャンネルとレイドバック ファブリックのタフで心地よいスエット。ルックには山口祥行が登場。”.   HOUYHNHNM.jp (2023年2月17日). 2023年2月17日閲覧。
- “raidback®fabric FULL ZIP PARKA / 山口祥行”.   Backchannel_official (2023年3月10日). 2023年3月10日閲覧。
- “MAR DELIVERY #2”.   Backchannel_official (2023年3月11日). 2023年3月11日閲覧。
- “JAMAICA T / 山口祥行”.   Backchannel_official (2023年4月14日). 2023年4月14日閲覧。
- “ZIGZAG L/S TEE”.   Backchannel_official (2024年10月4日). 2025年1月9日閲覧。
- “STRIPE B.D. SHIRT / KHAKI”.   Backchannel_official (2024年11月5日). 2025年1月9日閲覧。

### 日本統一
- “大人気任侠シリーズ『日本統一』と〈マンガート ビームス〉のコラボレーションが実現！”.   BEAMS (2022年10月26日). 2024年6月19日閲覧。

### 1PIU1UGUALE3
- “1PIU1UGUALE3 RELAX 2024 SPRING/SUMMER VISUAL”.   1PIU1UGUALE3 (2024年4月8日). 2024年6月19日閲覧。
- “1PIU1UGUALE3 RELAX 2024 AUTUMN/WINTER VISUAL”.   1PIU1UGUALE3 (2024年9月13日). 2025年1月8日閲覧。
- “1PIU1UGUALE3 RELAX × +phenix”.   1PIU1UGUALE3 (2024年10月29日). 2025年1月8日閲覧。

## 掲載書籍・雑誌・webメディア等

### 書籍
- 杉本彩 DVD付写真集「妖舞裸身」（2006年4月20日発行、徳間書店・ISBN 4-19-710188-0） - 写真、DVD出演（2006年「フィギュアなあなた」プレミアム版DVD付属）
- 劇場版 仮面ライダーカブト GOD SPEED LOVE 公式インタビュー＆ストーリーブック 絆（2006年8月17日発行、太田出版・ISBN 4-7783-1030-6） - 写真、インタビュー
- 仮面ライダーカブト キャラクターブック02＜CLOCK UP＞（2007年1月30日発行、朝日ソノラマ・ISBN 978-4-257-03741-5）- 写真、インタビュー
- クローズZERO2 THE BLACK BIBLE（2009年4月30日発行、ぴあ・ISBN 978-4-8356-1246-1） - 写真、共演者コメント
- 映画『氷室蓮司』日本統一 公式ビジュアルブック（2024年3月4日、秋田書店・ISBN 978-4253011242）- 写真、インタビュー

### 雑誌・新聞
- 別冊テレビジョンドラマ ニューセレクションJAC87（1987年9月1日発行、放送映画出版・雑誌コード16564-9） - カラーグラビア、プロフィール
- 明星 1989年5月号（1989年5月1日発行、集英社） - ピンナップ（「はいすくーる落書」）
- 週刊明星 1990年8月23・30日号（1990年8月、集英社） - 写真、インタビュー（筒井道隆、菊池健一郎）
- 近代映画 1990年12月号（1990年12月1日発行、近代映画社） - 写真、インタビュー（菊池健一郎）
- JAC−ジャパン・アクション・クラブ（1992年7月2日、株式会社勁文社、雑誌コード63550-14） - 写真、インタビュー
- 時代劇マガジン vol.3（2003年5月10日発行、辰巳出版・ISBN 4-88641-867-8） - 写真、インタビュー
- 時代劇マガジン vol.5（2003年11月10日発行、辰巳出版・ISBN 4-88641-952-6） - 写真、対談（高野八誠）
- 時代劇マガジン vol.10（2005年2月1日発行、辰巳出版・ISBN 4-7778-0123-3） - 写真、対談（本宮泰風）
- 新影の軍団 伊賀風魔血戦激突編（2005年7月30日発行、コアマガジン・ISBN 4-87734-854-9） - 写真、インタビュー
- 東映ヒーローMAX vol.17（2006年6月10日発行、辰巳出版・ISBN 4-7778-0264-7） - 写真、対談（本田博太郎）
- 実録柳川組 伝説のヤクザ100人斬り編（2006年7月9日発行、コアマガジン・ISBN 4-86252-004-9） - 写真、インタビュー
- 東映ヒーローMAX vol.19（2006年12月10日発行、辰巳出版・ISBN 4-7778-0343-0） - 写真、対談（弓削智久）
- Newtype THE LIVE 2007年1月号（2007年発行、角川書店） - 写真、対談（永田杏奈）
- 東映ヒーローMAX vol.23（2007年12月10日発行、辰巳出版・ISBN 978-4-7778-0461-0） - 写真、インタビュー
- この映画がすごい！2009年10月号（2009年8月21日発行、宝島社・ASIN-B002K9XHJU）
  - 付録 小栗旬 in「TAJOMARU」完全ナビゲートBOOK - 写真のみ
- SOUL Japan 2013年8月号（2013年6月24日発行、大洋図書） - 写真のみ
- FLASH 2020年9月15日号（1573号）（2020年9月1日発行、光文社） - 写真、対談（本宮泰風）
  - “本宮泰風×山口祥行「Vシネマ対談」町の交番でゲリラ撮影”.   Smart FLASH (2020年9月18日). 2022年12月16日閲覧。
- 実話ナックルズ 2022年8・9月合併号（2022年6月30日発行、大洋図書） - 写真、共演者インタビュー
- 東京スポーツ 2022年9月7日（東京スポーツ新聞社）※1面 - 写真、インタビュー
  - “〝Ｖシネ四天王〟本宮泰風＆山口祥行「楽しくないね」 ＴｉｋＴｏｋ強制にお怒り【前編】”.   東京スポーツ新聞社 (2022年9月6日). 2022年12月16日閲覧。
  - “本宮泰風＆山口祥行が恐縮しきり… 劇場版「日本統一」主題歌にまさかの秋元康氏【後編】”.   東京スポーツ新聞社 (2022年9月6日). 2022年12月16日閲覧。
- 週刊実話 2022年9月29日号（2022年9月15日発行、日本ジャーナル出版） - インタビュー
  - “『劇場版 山崎一門 日本統一』公開記念リレーインタビュー〜芸能界“ケンカ最強伝説”を本宮泰風が明かす〜”.   週刊実話WEB (2022年9月21日). 2022年12月16日閲覧。
- 産経新聞 2022年9月23日（産業経済新聞）※14面 - 写真、インタビュー
  - “配信で人気「日本統一」　初の劇場版23日公開”.   産経WEST (2022年9月22日). 2022年12月16日閲覧。
- 週刊実話 2022年10月6日号（2022年9月22日発行、日本ジャーナル出版） - 写真、インタビュー
  - “『劇場版 山崎一門 日本統一』公開記念リレーインタビュー〜強面に隠された意外な素顔・山口祥行〜”.   週刊実話WEB (2022年9月23日). 2022年12月16日閲覧。
- 女性セブン 2022年10月13日号（2022年9月29日発行、小学館） - 写真、インタビュー
  - “任侠シリーズ『日本統一』が地上波ドラマ化　本宮泰風＆山口祥行「好みの俳優を見つけて」”.   NEWSポストセブン (2022年10月4日). 2022年12月16日閲覧。
- スポーツ報知 北海道版 2022年10月8日（報知新聞社）※25面 - 写真、インタビュー
- ar 2022年11月号（2022年10月12日発行、主婦と生活社） - 写真、インタビュー
- EX大衆 2022年11月号（2022年10月15日発行、双葉社） - 写真、共演者インタビュー
- anan 2022年10月26日号 No.2320（2022年10月19日発行、マガジンハウス） - 写真、インタビュー
  - “ネオVシネ四天王・本宮泰風&山口祥行 『日本統一』は「僕ら二人に萌えを感じて」”.   ananweb (2022年10月23日). 2022年12月16日閲覧。
  - “怖いかも…と思いきや、笑いの絶えない撮影に! 「ネオVシネマ四天王」の本宮泰風さんと山口祥行さんが登場! 【anan編集部リレー日誌】”.   ananweb (2022年10月18日). 2022年12月16日閲覧。
- POWER Watch No.128 2023年3月号（2023年1月30日発行、交通タイムス社） - 写真、インタビュー
- 週刊文春 2023年4月27日号（2023年4月20日発行、株式会社文藝春秋） - 写真、インタビュー
  - “「お約束になっていたエロスもやめました」主演の本宮泰風&山口祥行が明かす、Vシネ『日本統一』が“極道世界のリアル”を追求しない理由”.   文春オンライン (2023年6月15日). 2024年1月9日閲覧。
- ヤングチャンピオン 2024年4月9日 NO.8（2024年3月26日発行、株式会社秋田書店） - 写真、インタビュー
- 読売新聞夕刊『ペットらいふ 交遊録』全4回（2024年6月10日 - 7月1日発行、読売新聞社） - 写真、インタビュー
  - “俳優・山口祥行、「コワモテ」な役とのギャップに驚かれるほどの愛犬家”.   読売新聞 (2024年8月6日). 2025年1月9日閲覧。
- FILT vol.130（2024年7月20日発行、株式会社リョウマ） - 写真、インタビュー
  - “共に歩んできた親友に、名を残してほしい - 山口祥行”.   FILT (2024年7月19日). 2024年7月21日閲覧。
- 元気読本 2024年10月1日号 No.241（2024年10月1日発行、オアシス株式会社） - 写真、インタビュー
  - “元気の輪インタビュー 俳優山口祥行さん”.   GenkiWeb (2024年9月25日). 2025年1月9日閲覧。
- TVホスピタル 関東版・関西版 2024/10 vol.123（2024年10月1日発行、株式会社さいど舎） - 写真、インタビュー
  - “俺はいつでも行けるぜって、常に自分を奮い立たせるようにしています”.   株式会社さいど舎 (2024年10月9日). 2025年1月9日閲覧。
- 東京スポーツ 2024年10月11日（株式会社東京スポーツ新聞社） - 写真
- 週刊少年チャンピオン 2024年46号（2024年10月17日発行、株式会社秋田書店） - 写真、インタビュー
- 東京スポーツ 2024年10月25日（株式会社東京スポーツ新聞社） - 写真、インタビュー
  - “任侠俳優・山口祥行は“明るいオタク”小沢仁志率いるコワモテ草野球軍団ではＤＨ「年だから…」”.   東スポWEB (2024年11月10日). 2025年1月9日閲覧。
- 週刊女性 2024年11/12.11/19合併号（2024年10月29日発行、主婦と生活社） - 写真、インタビュー
  - “俳優・山口祥行「千葉真一さんも真田広之も知らなかった」任侠作品を牽引する“ Vシネネオ四天王”の素顔”.   週刊女性PRIME (2024年11月10日). 2025年1月9日閲覧。
- 週刊アサヒ芸能 2024年11月7日・11月14日合併号（2024年10月29日発行、株式会社徳間書店） - 写真、インタビュー
  - “山口祥行「昔はこういう映画があったなっていう」／テリー伊藤対談（1）”.   アサ芸プラス (2024年11月5日). 2025年1月9日閲覧。
  - “山口祥行「真田さんはちょっとレベルが違いますよね」／テリー伊藤対談（2）”.   アサ芸プラス (2024年11月5日). 2025年1月9日閲覧。
  - “山口祥行「松方弘樹さんは想像を超える方」／テリー伊藤対談（3）”.   アサ芸プラス (2024年11月5日). 2025年1月9日閲覧。
  - “山口祥行「小沢さん相手でも野球の時だけは無礼講」／テリー伊藤対談（4）”.   アサ芸プラス (2024年11月5日). 2025年1月9日閲覧。
- デイリースポーツ 2024年11月2日（株式会社神戸新聞社） - 写真、インタビュー
  - “「ネオＶシネ四天王」山口祥行　“試合”で身につけた圧倒的実力　５０歳超えても衰え知らずのスピード感”.   デイリースポーツ (2024年11月2日). 2025年1月9日閲覧。
- TVガイドMOOK 243号 べらぼう THE BOOK 1（2024年12月19日発行、東京ニュース通信社） - 写真
- 月刊わんこ vol.14（2025年1月15日発行、月刊わんこ） - 写真、インタビュー
- butter 02（2025年6月30日、白夜書房） - 写真、インタビュー

### パンフレット・会報等
- ロミオとジュリエット（1986年9月） - 写真のみ
- MY WAY JAC 第32号（1986年11月発行、JACファンクラブ） - メンバー紹介「クローズ・アップ」（好きなもの等のプロフィール、写真）
- 真夏の地球（1991年6月） - 写真、撮影の舞台裏
- 黒の天使 vol.1（1997年）
- 斬-KILL-（2008年） - 写真のみ
- 劇場版山崎一門 日本統一（2022年9月） - 写真のみ
  - 田村悠人フライヤー ※横浜ブルク13にて配布
  - 田村悠人トレーディングカード ※新宿バルト9入場特典
- BAD CITY（2022年12月） - 写真、インタビュー
- 氷室蓮司（2024年4月） - 写真、対談（鈴木祐介）
- ぴっぱらん‼︎（2024年11月） - 写真、インタビュー
  - 百鬼峻トレーディングカード　※入場特典

### webメディア
- “映画『二代目はニューハーフ』初日舞台あいさつ”.   シネマトゥデイ (2013年5月25日). 2023年6月13日閲覧。
- トライストーン ※一部会員限定（有料）
  - “特別講義　～レッスン風景～”.   TACL (2014年9月19日). 2022年12月19日閲覧。
  - “TSAL新年会2024”.   TACL (2024年1月17日). 2025年1月9日閲覧。
  - “「氷室蓮司」完成披露舞台挨拶レポートページ！”.   TRISTONE MEMBERS SITE (2024年4月5日). 2025年1月9日閲覧。
  - “「TristoneTV」#39（FREE！）”.   TRISTONE MEMBERS SITE (2024年4月12日). 2025年1月9日閲覧。
  - “「TristoneTV」#39 ゲストトーク前編 w/山口祥行”.   TRISTONE MEMBERS SITE (2024年4月12日). 2025年1月9日閲覧。
  - “「TristoneTV」#39 ゲストトーク後編 w/山口祥行”.   TRISTONE MEMBERS SITE (2024年4月26日). 2025年1月9日閲覧。
  - “「静かなるドン2」前編公開初日舞台挨拶レポートページ！”.   TRISTONE MEMBERS SITE (2024年9月13日). 2025年1月9日閲覧。
  - “「ぴっぱらん！！」完成披露舞台挨拶レポートページ！”.   TRISTONE MEMBERS SITE (2024年10月5日). 2025年1月9日閲覧。
  - “「ぴっぱらん！！」公開記念舞台挨拶レポートページ！”.   TRISTONE MEMBERS SITE (2024年11月2日). 2025年1月9日閲覧。
  - “トライストーン大運動会 TEAM GREEN決起集会”.   TRISTONE MEMBERS SITE (2024年12月29日). 2025年1月9日閲覧。
- 「ブラック・スキャンダル」
  - “小沢仁志の意外な一面が明らかに、「ブラック・スキャンダル」公開記念イベント”.   映画ナタリー (2016年1月21日). 2023年4月9日閲覧。
  - “悪役“トリオ”小沢仁志×山口祥行×本宮泰風が「ブラック・スキャンダル」悪の美学を語る”.   映画.com (2016年1月22日). 2023年4月9日閲覧。
  - “本宮泰風、悪役俳優・小沢仁志の意外な一面明かす”.   MOVIE collection (2016年1月22日). 2023年4月9日閲覧。
  - “映画『ブラック・スキャンダル』小沢仁志、山口祥行、本宮泰風ら “悪役”俳優が集結でワル全開！”.   CHINEMATOPICS (2016年1月26日). 2023年4月9日閲覧。
  - “「ブラック・スキャンダル」特集 小沢仁志×山口祥行×本宮泰風インタビュー”.   映画ナタリー (2016年1月29日). 2023年4月9日閲覧。
- “配信で視聴層拡大、復活の「Vシネマ」 本宮泰風が語る「任侠作品」の未来”.   オリコン (2020年1月25日). 2022年12月16日閲覧。
- ““Vシネマネオ四天王”山口祥行を導く名優の背中”.   Yahoo (2022年1月8日). 2022年12月16日閲覧。
- “山口祥行さん、そして本宮泰風さんに話を聞いて痛感したVシネマ隆盛の理由”.   Yahoo (2022年1月17日). 2022年12月16日閲覧。 ※有料記事
- 喜矢武豊　「日本統一」レギュラー出演
  - “喜矢武豊　「日本統一」レギュラー出演　本宮泰風「想像以上の活躍」”.   スポーツニッポン (2022年7月25日). 2022年12月16日閲覧。
  - “金爆・喜矢武豊　Ｖシネ人気任侠シリーズ「日本統一」新レギュラー　「初のリーゼントで、拳銃も初めて」”.   スポーツ報知 (2022年7月25日). 2022年12月16日閲覧。
  - “ゴールデンボンバー喜矢武豊が人気シリーズ「日本統一」レギュラー入り「怖い人ばっかりの中に」”.   日刊スポーツ (2022年7月25日). 2022年12月16日閲覧。
- “『日本統一』10年越しの劇場公開 本宮泰風「山崎一門で先陣を切る」”.   ORICON NEWS (2022年9月15日). 2022年12月25日閲覧。
- “知る人ぞ知るビデオ界の大ヒット作「日本統一」が支持されるワケ　親友コンビが明かす舞台裏”.   encount (2022年10月8日). 2022年12月16日閲覧。
- “あの人に会いたい！前編【日本統一 北海道編】 今、日本一人気の任侠シリーズが地上波連続ドラマ化！主演の2人を直撃インタビュー”.   with online (2022年10月8日). 2022年12月16日閲覧。
- “あの人に会いたい！後編【日本統一】最強バディ・氷室蓮司と田村悠人を演じる本宮・山口ペアが明かす、リアルでも仲良しエピソード”.   with online (2022年10月9日). 2022年12月16日閲覧。
- “今いちばん人気の任侠シリーズ「日本統一」主演の本宮泰風さんと山口祥行さんをインタビュー 1”.   with_mag_official (2022年10月9日). 2023年1月21日閲覧。
- “大人気任侠シリーズ『日本統一』と〈マンガート ビームス〉のコラボレーションが実現！”.   BEAMS (2022年10月26日). 2022年12月19日閲覧。
- 『デマ投稿を許さない』
  - “本宮泰風＆山口祥行が『デマ投稿を許さない』に登場！坂上忍「本当に怖い人って笑顔になればなるほど怖い」”.   TV LIFE web (2022年12月28日). 2022年12月28日閲覧。
  - “「日本統一」の本宮泰風と山口祥行登場、知られざるVシネマの裏側に坂上忍“やんちゃなところ、ある？”＜デマ投稿を許さない＞”.   webザテレビジョン (2022年12月28日). 2022年12月28日閲覧。
  - ““任侠女子”を生み出した大ヒットVシネ「日本統一」　「anan」でも特集された人気の裏側”.   encount (2022年12月28日). 2022年12月28日閲覧。
  - “今、大人気のVシネ「日本統一」の衝撃舞台裏　山口祥行「セリフは覚えない。台本出来るのが1日前」”.   encount (2022年12月28日). 2022年12月28日閲覧。
- 小沢仁志『BAD CITY』完成披露上映会＆舞台挨拶
  - “小沢仁志「映画くらいいいんじゃねえの？」還暦記念映画でコンプライアンスに真っ向勝負”.   クランク・イン！ (2023年1月10日). 2023年4月9日閲覧。
  - “小沢仁志「俺たちの渾身の一撃」自身の還暦記念映画に自信!!”.   Chinema Art Online (2023年1月10日). 2023年4月9日閲覧。
  - “小沢仁志『BAD CITY』完成披露上映会＆舞台挨拶”.   映画情報どっとこむ (2023年1月11日). 2023年4月9日閲覧。
  - “映画「BAD CITY」公開記念 舞台挨拶 完成披露上映会：前編『今日も緊張するから とお飲みに(お酒) なられている(笑)』”.   Tokyo Borderless TV (2023年2月4日). 2023年2月5日閲覧。
  - “映画「BAD CITY」公開記念 舞台挨拶 完成披露上映会：後編『ひょっとしたら付き合ってる...』”.   Tokyo Borderless TV (2023年2月13日). 2023年4月9日閲覧。
- 小沢仁志『BAD CITY』初日舞台挨拶
  - “小沢仁志“飲みながら”舞台あいさつで貫禄 共演者を口説くつもりが嶋大輔の娘で驚き「かけらも似てない」”.   ORICON NEWS (2023年1月20日). 2023年4月9日閲覧。
  - “小沢仁志が「BAD CITY」撮影で拳を骨折、監督はニコニコ笑顔でUFCの動画見せる”.   映画ナタリー (2023年1月20日). 2023年4月9日閲覧。
  - “小沢仁志、共演者を口説こうとするも嶋大輔の娘と発覚し「無理無理」”.   クランク・イン！ (2023年1月20日). 2023年4月9日閲覧。
  - “小沢仁志『BAD CITY』初日舞台挨拶＠新ピカ”.   映画情報どっとこむ (2023年1月21日). 2023年4月9日閲覧。
  - “小沢仁志「圭叶を口説こうかなと思った」　嶋大輔の娘と知って「無理無理無理」”.   共同通信社 (2023年1月21日). 2023年4月9日閲覧。
- 『日本統一 関東編』
  - “『日本統一』本宮泰風＆山口祥行、ハードル乗り越え地上波連ドラ化に感慨　女性ファン増加も「狙ってはいけない」”.   クランク・イン！ (2023年4月9日). 2023年4月9日閲覧。
  - “本宮泰風＆山口祥行『日本統一 関東編』インタビュー！”.   TVfan web (2023年4月13日). 2023年4月13日閲覧。
  - “青柳翔＆藤原樹にインタビュー！『日本統一』初参加”.   TVfan web (2023年4月14日). 2023年4月29日閲覧。
- 映画『氷室蓮司』
  - “本宮泰風＆山口祥行 映画「氷室蓮司」完成 「『日本統一』シリーズとは違うテイスト」”.   スポニチアネックス web (2024年3月27日). 2024年3月27日閲覧。
  - “本宮泰風＆山口祥行、「日本統一」のさまざまを見守り続けた10年　海外初進出も果たし目指すは「100作」”.   クランク・イン！ (2024年4月7日). 2024年6月19日閲覧。
  - “『日本統一』映画版、誕生秘話　山口祥行が主演・本宮を説得「泰風は乗り気じゃなかった」”.   ENCOUNT (2024年4月11日). 2024年6月19日閲覧。
  - “本宮泰風＆山口祥行インタビュー　任侠シリーズ「日本統一」劇場版、映画『氷室蓮司』”.   TVfan web (2023年4月20日). 2023年4月13日閲覧。
- “Vシネマネオ四天王・山口祥行、資格多数の下積み時代「オレは六本木ヒルズを作った男なんです」”.   ENCOUNT (2024年4月13日). 2024年6月19日閲覧。
- 静かなるドン2 前編 公開初日舞台挨拶
  - “本宮泰風、『日本統一』相棒・山口祥行と壇上に立ち「家にいるみたい（笑）」と超リラックス”.   ENCOUNT編集部 (2024年9月13日). 2025年1月9日閲覧。
  - “伊藤健太郎、本宮泰風が映画「静かなるドン２」初日　殺し屋役山口祥行「僕は顔がかわいいから」”.   日刊スポーツ (2024年9月13日). 2025年1月9日閲覧。
- ぴっぱらん!! 完成披露舞台挨拶
  - “山口祥行＆崔哲浩＆福士誠治、トリプル主演作をアピール「一人でも多くの人に届けたい」”.   スポーツ報知 (2024年10月9日). 2025年1月9日閲覧。
  - “山口祥行　小沢仁志の「何でも気合でやれ」を継承　格闘しながら階段落ちシーンに「ケガもなく」”.   デイリースポーツ (2024年10月9日). 2025年1月9日閲覧。
- ぴっぱらん!! 公開記念舞台挨拶
  - “山口祥行　映画「ぴっぱらん！！」激しい格闘シーン演じるも「まだまだ殴り足りない」”.   デイリースポーツ (2024年11月2日). 2025年1月9日閲覧。
  - “山口祥行　崔哲浩監督との秘話明かす　崔「感動したんですけど、仕上がったのを見たら…」”.   スポニチAnnex (2024年11月2日). 2025年1月9日閲覧。
  - “山口祥行“弟”は愛犬　福士誠治「愛情を持ってくれてたんだなと」”.   デイリースポーツ (2024年11月3日). 2025年1月9日閲覧。
- テレ朝news 俳優・山口祥行インタビュー
  - “【1】建設系の資格免許を多数取得した下積み時代、「東京ディズニーランドも六本木ヒルズも基礎は僕も造りました」”.   テレ朝news (2024年10月25日). 2025年1月9日閲覧。
  - “【2】腕の手術を受けた翌日、前日に脚を骨折したばかりの小沢仁志さんとバトルシーンを撮影！”.   テレ朝news (2024年10月29日). 2025年1月9日閲覧。
  - “【3】スマホでしか見られないコンテンツなど、これから新しい事に挑戦したい！”.   テレ朝news (2024年11月1日). 2025年1月9日閲覧。
- “『日本統一』山口祥行の最新作は『ぴっぱらん!!』。この映画、台詞がなくて楽だなって”.   NewsCrunch編集部 (2024年10月31日). 2025年1月9日閲覧。
- “山口祥行 「先輩方の背中を見て、ちゃんと自分も地に足をつけてやろうという気持ちになった」 INTERVIEW”.   STREAM (2024年11月5日). 2025年1月9日閲覧。

### コメント
- “小林勇貴×藤原季節「すじぼり」に小沢仁志らカチコミ「次はもっと出さんかい!!」”.   映画ナタリー (2019年4月4日). 2024年1月5日閲覧。
- “本宮泰風、山口祥行、小沢仁志、小沢和義がラーメン抗争「TOKYOドラゴン飯店」完成”.   映画ナタリー (2020年7月16日). 2024年1月5日閲覧。
- “『ただ悪より救いたまえ』昭和風の任侠コメントチラシ解禁！日本のアウトローたちから絶賛コメントも到着”.   映画ナタリー (2021年11月26日). 2024年1月5日閲覧。
- “「日本統一」地上波ドラマ化、本宮泰風・山口祥行が北海道でロシアンマフィアと戦う”.   映画ナタリー (2022年9月16日). 2024年1月5日閲覧。
- “「日本統一 関東編」日本テレビで放送！本宮泰風、山口祥行、青柳翔、藤原樹が出演”.   映画ナタリー (2023年2月13日). 2024年1月5日閲覧。
- “木村翔や本宮泰風が絶賛、チリ発アクション映画「フィスト・オブ・ザ・コンドル」”.   映画ナタリー (2024年1月5日). 2024年1月5日閲覧。
- “映画「氷室蓮司」は親子の物語、本宮泰風や山口祥行のキャストコメント＆予告編到着”.   映画ナタリー (2024年2月19日). 2024年2月19日閲覧。
- 氷室蓮司 ~日本統一~ 2（ヤングチャンピオンコミックス） - 腰帯

## 企画・プロデュース
- Scramble スクランブル 抗争の死角（2013年、オールイン エンタテインメント、主演：竹内力・小沢仁志）企画・プロデュース

## 受賞
- ジャパンアクションアワード2017 ベストアクション男優賞最優秀賞受賞[40][41]。